# Glacera del Tacul
La glacera del Tacul és una glacera del Massís del Mont Blanc.
Agafa el nom de l'agulla del Tacul, 3.444 m, i no del Mont-Blanc del Tacul, 4.248 m. Prové de la confluència entre la glacera del Géant i la glacera de les Périades. Cap a 2.100 metres d'altitud conflueix amb la glacera de Leschaux per formar la Mer de Glace.